# Anilhagem de aves

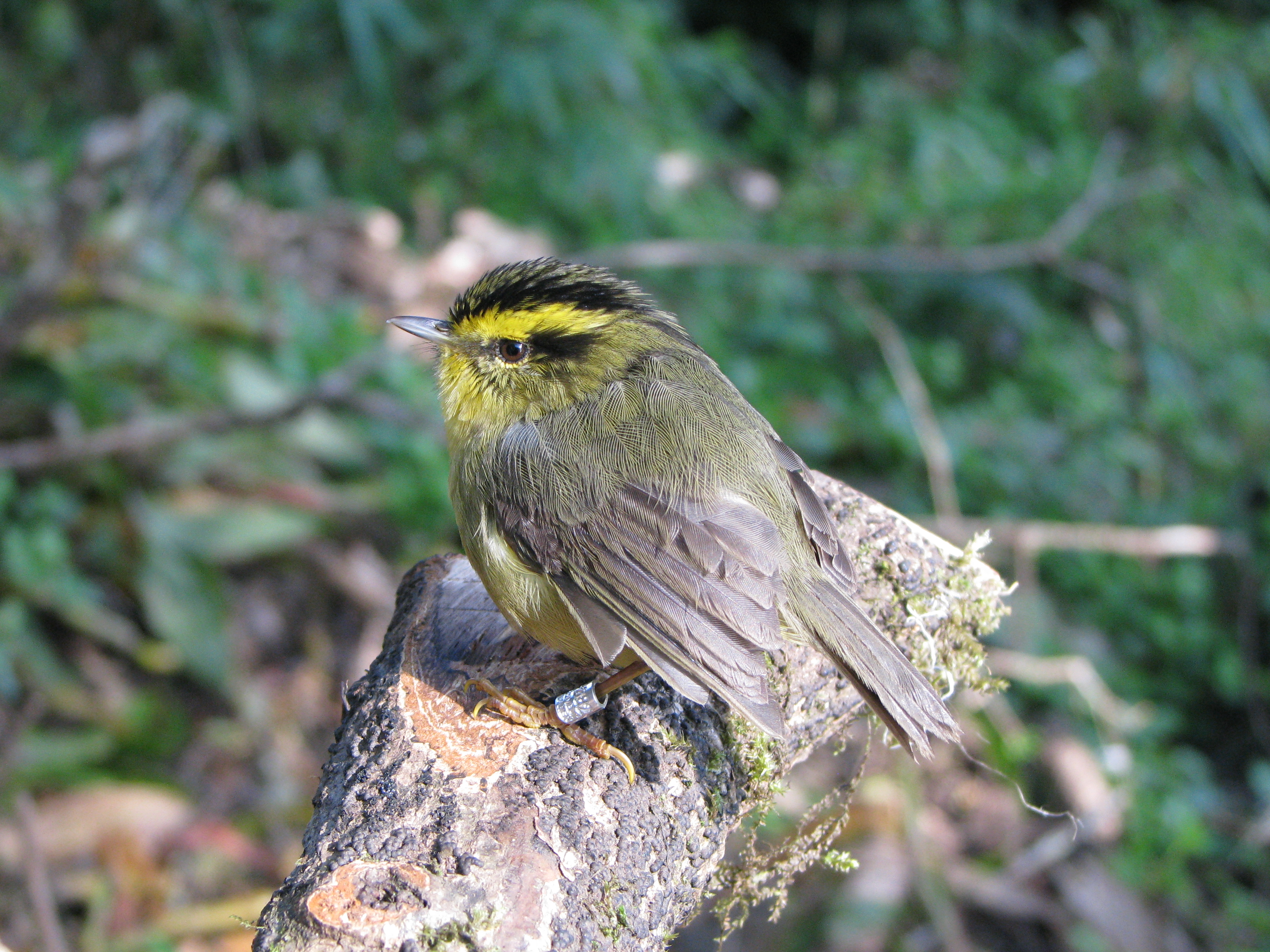
Alcippe cinerea com uma anilha metálica no tarso.

A anilhagem científica ou anilhamento é uma técnica utilizada no estudo do comportamento das aves. Consiste na marcação individual destas com um pequeno anel de metal na pata (geralmente uma liga de alumínio, este anel pode ser acompanhado por um anel de cor ou por outro tipo de marca), partindo do pressuposto que esta possa ser eventualmente recapturada. Por norma registam-se também dados morfológicos (tamanho da asa, do bico, peso, desenvolvimento muscular, entre outros). Este estudo permite elucidar aspectos da biologia das aves, nomeadamente os seus padrões migratórios, distribuição geográfica, longevidade, mortalidade, composição populacional e morfologia.
A prática desta actividade está sujeita ao cumprimento de leis, que variam de país para país, mas geralmente qualquer pessoa está habilitada a participar nos esforços de anilhagem, desde que possua autorização legal para tal, concedida após um período de treino mais ou menos extenso.

## História da anilhagem
Embora a marcação de aves para vários fins já ocorresse há muitos séculos, a primeira tentativa conhecida de marcação para fins científicos foi a do professor dinamarquês Christian Mortensen, que em 1899 utilizou anilhas de zinco para marcar estorninhos (Sturnus vulgaris).
O primeiro centro nacional de anilhagem foi o Vogelwarte, na Alemanha, em 1903. O exemplo foi seguido pela Hungria (1908), Reino Unido (1909), Jugoslávia (1910), Holanda (1911), Suécia (1911), Dinamarca (1914) e Noruega (1914).

## Técnicas de anilhagem

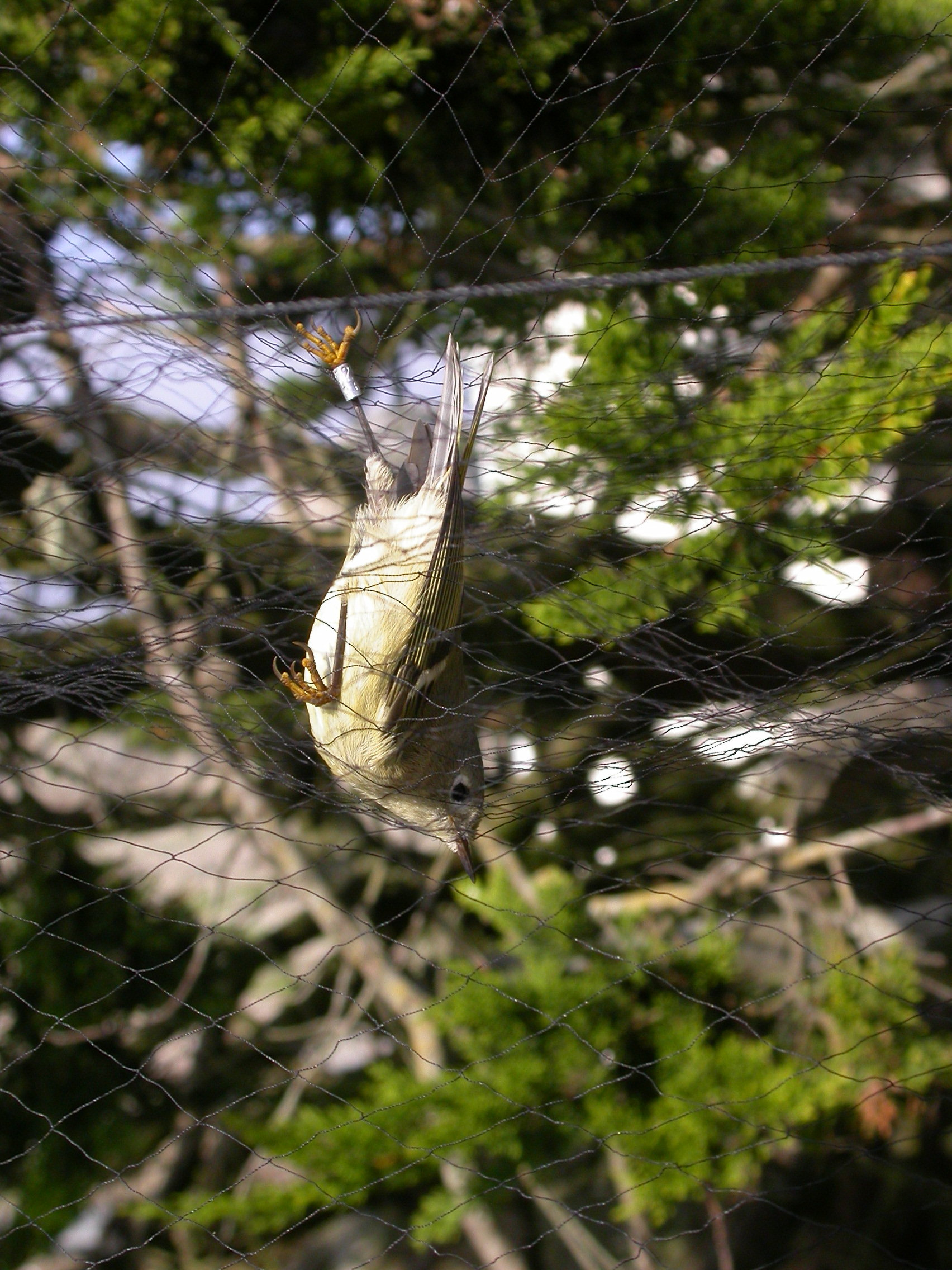
Um Regulus calendula anilhado e recapturado numa rede vertical.

Vários métodos de captura são utilizados para capturar aves durante a anilhagem. O método mais comum é o uso de redes verticais (também conhecidas como redes japonesas), redes de nylon finas que capturam as aves em voo. Estas redes são montadas em zonas de menor visibilidade (na sombra, ou junto a arbustos, por exemplo), de forma a que as aves mais facilmente sejam apanhadas. O acto de retirar a ave de uma rede vertical requer experiência, paciência e delicadeza, pois caso não seja efectuada de forma correcta põe em perigo a segurança da ave (uma das razões pelas quais só pessoas devidamente formadas podem participar na recolha destes dados). Outros métodos de captura, como gaiolas ou armadilhas walk-in ("encaminhadoras"), podem também ser utilizados, e em alguns casos os ninhos de aves são visitados para que as crias sejam anilhadas. Visto que a maioria destes métodos de captura deixa a ave exposta (ao calor, chuva, predadores, etc.), é essencial que um anilhador faça visitas regulares às armadilhas, de forma a poder libertar as aves (por norma, as redes são visitadas regularmente de hora em hora, ou de meia-hora em meia-hora). Após a ave ser retirada da armadilha, é normalmente colocada num saco de pano, de forma a ficar protegida.

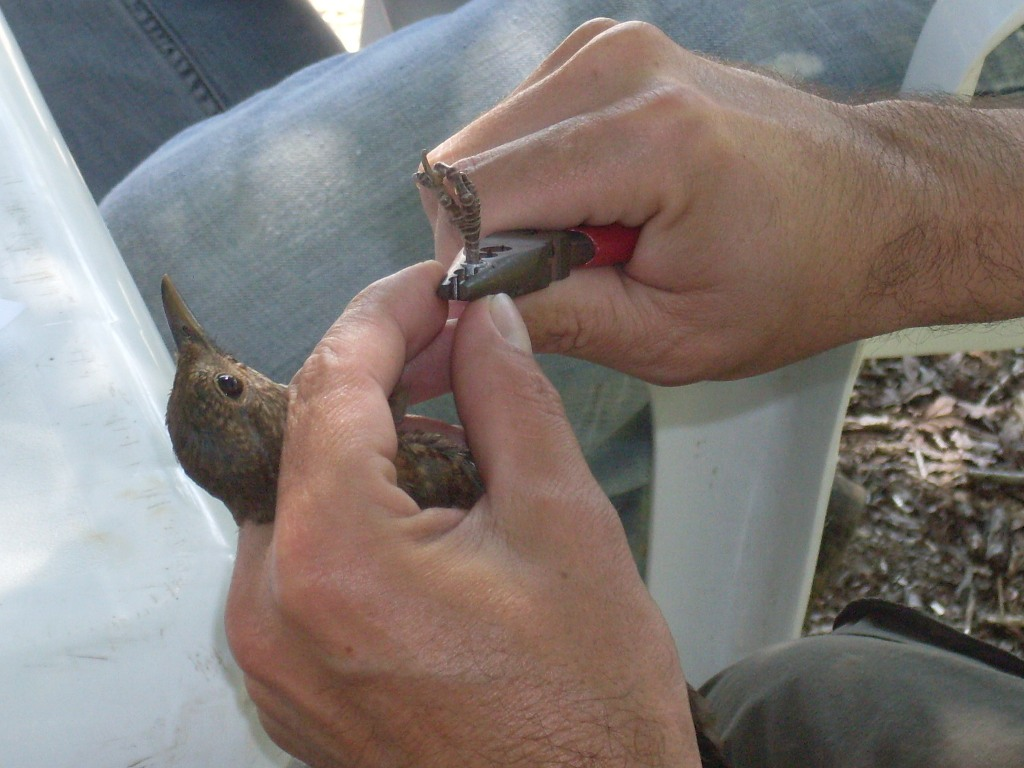
Melro (Turdus merula) juvenil a ser anilhado

A anilhagem propriamente dita consiste na colocação de uma anilha metálica no tarso da ave. Isto é feito recorrendo a alicates especiais, que podem variar de acordo com o tamanho da anilha: dependendo do tamanho do tarso da ave, cada espécie precisa de um tamanho específico. Isto faz com que a identificação da espécie seja essencial antes da colocação da anilha. Em casos de aves maiores (como garças, ou cegonhas), nas quais a recaptura é pouco prática, é comum serem colocadas anilhas de cor (a acompanhar a anilha metálica), cujo número pode ser observado à distância através de binóculos ou telescópios.
Seguido da colocação da anilha são registados vários dados biométricos da aves:
- Sexo: a maioria das espécie apresentam padrões de dimorfismo sexual variáveis, geralmente diferença de tamanho e plumagem (por exemplo, os machos de aves possuem geralmente plumagem com cores mais vivas, em especial na época de reprodução).
- Idade: tal como as diferenças de sexo, cada espécie pode possuir diferentes critérios para diferenciar as diversas classes etárias. Os mais comuns são os critérios de plumagem: visto que a muda de penas se dá em períodos definidos para cada espécie, a análise da plumagem de um indivíduo numa determinada época do ano permite indicar com um bom grau de certeza a idade da ave.
- Peso
- Desenvolvimento muscular
- Gordura: quantidade de gordura corporal acumulada, geralmente discernível através de depósitos de gordura no ventre.
- Pelada da incubação: ausência ou presença de pelada de incubação (indica uma ave a chocar ovos)
- Tamanho da asa (e por vezes, da 8ª pena primária)
- Tamanho do bico
- Tamanho do tarso

Após o registo de todos os dados, a ave é libertada

## Credenciação (Portugal)
A prática da anilhagem em Portugal é coordenada pelo Instituto de Conservação da Natureza e Biodiversidade (ICNB), através da Central Nacional de Anilhagem, que define regras para a atribuição de credenciais que permitam a uma pessoa praticar legalmente esta actividade. Foram definidos quatro tipos de credenciais:
- Credencial de Aprendiz
- Credencial de Anilhador
- Credencial Específica
- Credencial de Avaliador